# Velispiri
Velispiri è una città della Georgia di 4 736 abitanti. Si trova a 62 km dalla capitale, Tbilisi.
Vi è nato Omari Tetradze.